# Vesikulär
Vesikulär (av lat. vesicula, liten blåsa), är de normala andningsljuden hos människor och djur. Ordet antyder att de små lungblåsorna, alveolerna, ventileras normalt.